# 眩暈/edge
「眩暈/edge」（めまい／エッジ）は、鬼束ちひろの4枚目のシングル。

## 解説
2001年2月9日に発売された。作詞・作曲は鬼束ちひろ、編曲は羽毛田丈史。
アルバム『インソムニア』の先行シングルとしてされた初の両A面シングル。デビューから丁度1周年目にリリースされた。
CD-EXTRA仕様で、オリジナルのスクリーンセーバーが収録されている。「シャイン」のTVスポット、「月光」のプロモーションビデオの一部、「Cage」のTVスポット（テロップなし）も収録されている。

## 収録曲
1. 眩暈 [5:08]
  - 作詞・作曲：鬼束ちひろ／編曲：羽毛田丈史
  - エステティックサロン『ラ・パルレ』CMソング
  - テレビ朝日系『大学王』エンディングテーマ

シングル初のバラードで、「月光」と並ぶ代表曲。「優れた歌唱と同時に、男女の間に潜む亀裂を、別れを切り出しかねている女の立場からモノローグする詞のユニークさによって広く同世代の共感を得ている」という選考理由により第43回日本レコード大賞作詩賞を受賞した。また、この楽曲で音楽番組に出演した際から裸足で歌うようになる。
2. edge [4:38]
  - 作詞・作曲：鬼束ちひろ／編曲：羽毛田丈史
  - 全国東映系公開映画『溺れる魚』主題歌

デビュー前、19歳の頃に書いた楽曲で、もともとは英語詞だったものを日本語詞に直して収録している。プロモーションビデオは、堤幸彦の監督作品ということでも話題を呼んだ。堤はこの楽曲について「バランスを失って倒れる瞬間を捉えたような歌詞である」とコメントしている。
3. 眩暈 (Inst.) [5:07]
4. edge (Inst.) [4:37]

- CD-EXTRA／オリジナルスクリーンセーバー「CHIHIRO Screen Saver」収録

## 収録アルバム
眩暈
- 『インソムニア』
- 『the ultimate collection』
- 『SINGLES 2000-2003』
- 『"ONE OF PILLARS" 〜BEST OF CHIHIRO ONITSUKA 2000-2010〜』
- 『GOOD BYE TRAIN 〜ALL TIME BEST 2000-2013』
- 『REQUIEM AND SILENCE』

edge
- 『インソムニア』
- 『SINGLES 2000-2003』
- 『GOOD BYE TRAIN 〜ALL TIME BEST 2000-2013』
- 『REQUIEM AND SILENCE』